# Глазуп, Рихард Петрович
Рихард Петрович Глазуп (Рихардс Глазупс) (латыш. Rihards Glāzups;  1920 — 1993) — латышский, советский дирижёр, композитор. Народный артист СССР (1981).

## Биография
Рихард Глазуп родился 20 мая 1920 года в Риге (Латвия).
Окончил Латвийскую консерваторию в 1944 году по классу органа, в 1950 году — по классу дирижирования, в 1952 году — по классу композиции у А. П. Скултэ (ранее учился в классе Я. Витолса).
С 1944 года — дирижёр, в 1967—1976 — главный дирижёр Театра оперы и балета Латвийской ССР (ныне Латвийская национальная опера) (Рига).
В 1966 году поставил оперу «Сказание о граде Китеже…» Н. Римского-Корсакова на сцене Большого театра (Москва).
Рихард Глазуп умер 19 мая 1993 года в Риге. Похоронен в Риге на 1-м Лесном кладбище.

## Награды и звания
- Заслуженный деятель искусств Латвийской ССР (1956)[3]
- Народный артист Латвийской ССР (1976)
- Народный артист СССР (1981).
- Орден «Знак Почёта» (1956)

## Постановки (участие)

### Оперы
- 1955 — «Сказание о граде Китеже…» Н. Римского-Корсакова
- 1958 — «Лоэнгрин» Р. Вагнера
- 1967 — «Иван Сусанин» М. Глинки
- 1968 — «Пиковая дама»П. Чайковского
- 1969 — «Манон Леско» Дж. Пуччини
- 1969 — «Банюта» А. Калныньша
- «Пиковая дама» П. Чайковского.

### Балет
- 1960 — «Спартак» А. Хачатуряна.

## Сочинения
- для солистов, хора и оркестра — кантата «Слава миру» (1952)
- для симфонического оркестра — «Поэма», посвященная строителям Плявиньской ГЭС (1965)
- для органа — «Тема с вариациями» (1960)
- для хора без сопровождения — «Памяти героев» (сл. Я. Райниса, 1959)
- для голоса с фортепиано — песни
- обработки латышских народных песен и др.[3]
- несколько добавочных сцен к балету «Эсмеральда» Ц. Пуни.